# La Serneta
La Serneta est le nom de scène de Merced Fernández Vargas, une artiste de flamenco née à Jerez de la Frontera en 1840 et morte à Utrera en 1912. Elle fit école en soleares.